# Большой Черкасский тракт
Большой Черкасский тракт — почтовая дорога, построенная в конце XVIII века — начале XIX века, соединявшая Ставрополь с Москвой. Изначально тракт проходил через столицу донского казачества того времени — город Черкасск отсюда его название «Черкасский тракт». Позднее, с основанием в 1805 году Новочеркасска, тракт проходил через этот город. Дорога имела стратегическое значение, использовалась для переброски войск во время Кавказской войны и Русско-Турецких войн. Вдоль тракта были организованы почтовые станции.
Большой Черкасский тракт утратил стратегическое значение с развитием железнодорожного сообщения на Северном Кавказе. В документах конца XIX века дорога называется «Почтовый тракт из Ставрополя в Ростов-на-Дону».

## История
9 мая 1785 года Императрицей Екатериной II был издан Указ «Об устройстве Кавказской губернии и области Астраханской». Указом повелевалось построить почтовые дороги от Царицына до Кавказской линии и от Кавказской линии до Черкасска.
17 марта 1786 года Правительствующий Сенат издаёт указ, в котором предписывалось заселить места вдоль дороги от Царицына до Черкасска через Кавказскую линию. Указом предлагалось образовать 14 новых селений (до 900 дворов) и шесть почтовых станций в Кавказской губернии. Создание и заселение населённых пунктов вдоль дороги от Кавказской линии до Черкасска и положило начало Большому Черкасскому тракту.
Заселение участка Большого Черкасского тракта от границы с Войском Донским до Ставрополя началось с 1804 года. Переселенцы из Орловской, Курской, Смоленской, Пензенской, Воронежской, Тульской, Калужской и Московской губерний создавали поселения при почтовых станциях и на протяжении почтовой дороги.

### Почтовые станции и транзитные населённые пункты на Большом Черкасском тракте

#### Участок от Ставрополя до границы с Войском Донским по состоянию на 1859 год
| Название населённого пункта                           | Название населённого пункта | Название ведомства, род поселения   | Почтовая служба  | Год основания населённого пункта | Расстояние от Ставрополя | Расстояние от Ставрополя | Количество | Количество |
| официальное (в просторечии) в 1859 году               | современное                 | Название ведомства, род поселения   | Почтовая служба  | Год основания населённого пункта | верст                    | км                       | дворов     | жителей    |
| ----------------------------------------------------- | --------------------------- | ----------------------------------- | ---------------- | -------------------------------- | ------------------------ | ------------------------ | ---------- | ---------- |
| Ставрополь                                            | Ставрополь                  | губернский город                    | почтовая контора | 1777                             | 0                        | 0                        | 2680       | 17742      |
| Московское                                            | Московское                  | селение казенное                    | почтовая станция | нд                               | 30                       | 32,01                    | 397        | 3718       |
| Донское                                               | Донское                     | селение казенное                    | почтовая станция | 1777                             | 50                       | 53,34                    | 733        | 5009       |
| Еммануиловка (Кусаковкая)                             | Эммануэлевский              | деревня помещичья                   | нет              | нд                               | 60                       | 64,01                    | 10         | 59         |
| Волобуева Ильи                                        | не существует               | хутор помещичий                     | нет              | нд                               | 60                       | 64,01                    | 2          | 20         |
| Безопасное                                            | Безопасное                  | селение казенное                    | почтовая станция | нд                               | 70                       | 74,68                    | 694        | 5239       |
| Преградное                                            | Преградное                  | селение казенное                    | почтовая станция | нд                               | 94                       | 100,28                   | 361        | 2510       |
| Медвежье                                              | Красногвардейское           | селение казенное                    | нет              | 1803                             | 110,5                    | 117,88                   | 648        | 3903       |
| Станция и хутора казённых крестьян селения Медвежьего | не существует               | почтовое ведомство                  | почтовая станция | нд                               | 116,5                    | 124,28                   | 38         | 207        |
| Богомолов                                             | Богомолов                   | хутор ейских и ростовских купцов    | нет              | 1859                             | 122,5                    | 130,68                   | 8          | 86         |
| Калалы                                                | не существует               | хутор помещичий                     | нет              | нд                               | 126,5                    | 134,95                   | 2          | 7          |
| Привольное                                            | Привольное                  | селение казенное                    | нет              | 1848                             | 128,5                    | 137,08                   | 260        | 1276       |
| Летницкое                                             | Летник                      | селение казенное                    | почтовая станция | 1803                             | 139,5                    | 148,82                   | 392        | 2942       |
| Разсыпенский (Разсыпянский)                           | Рассыпное                   | казённый отселок селения Жуковского | нет              | нд                               | 149,5                    | 159,49                   | 150        | 1090       |
| Песчанокопское                                        | Песчанокопское              | селение казенное                    | почтовая станция | 1803                             | 162,5                    | 173,36                   | 585        | 4189       |
| Среднеегорлыцкое (Лежанка)                            | Средний Егорлык             | селение казенное                    | почтовая станция | нд                               | 190,5                    | 203,23                   | 700        | 4129       |

## Наше время
В настоящее время дороги не существует.